# Política Nacional de Museos (Brasil)
Una de las primeras acciones del Ministerio de Cultura, en la gestión 2003-2006, fue proponer líneas programáticas para una política nacional volcada para el sector museológico brasileño. Después de un largo y provechoso debate con la comunidad museológica, el Ministerio de Cultura lanzó en el mes de mayo de 2003 las bases de la política del gobierno federal para el sector, con la presentación del cuaderno Política Nacional de Museos – Memoria y Ciudadanía. 

## Objetivos
El objetivo de la política, dispuesto en el documento, es “promover la valorización, la preservación y la fruición del patrimonio cultural brasileño, considerado como uno de los dispositivos de inclusión social y ciudadanía, por medio del desarrollo y de la revitalización de las instituciones museológicas existentes y por el fomento a la creación de nuevos procesos de producción e institucionalización de memorias constitutivas de la diversidad social, étnica y cultural del país”. 
Para tanto, la Política Nacional de Museos presenta siete ejes programáticos, que nortean las acciones a desarrollar:
- gestión y configuración del campo museológico;
- democratización y acceso a los bienes culturales;
- formación y capacitación de recursos humanos;
- informatización de museos;
- modernización de infra-estrutcturas museológicas;
- financiamiento y fomento para museos y
- adquisición y gerenciamiento de acervos museológicos.

## Sistema Brasileño de Museos
Entendiendo que toda y cualquiera política pública solamente se consolida cuando es apropiada por la sociedad, el gobierno federal creó el Sistema Brasileño de Museos, órgano responsable por la gestión de la política Nacional de Museos. El carácter consolidador y democrático de su estructura tiene por objetivo tornarlo un instrumento legítimo de desarrollo del sector museológico brasileño.